# Eino Rahja
Eino Rahja (russisch Эйно Абрамович Рахья, Eino Abramowitsch Rachja; * 20. Juni 1885 in Kronstadt; † 26. April 1936 in Leningrad) war ein finnischer und russischer Kommunist und Revolutionär; älterer Bruder von Jukka Rahja.

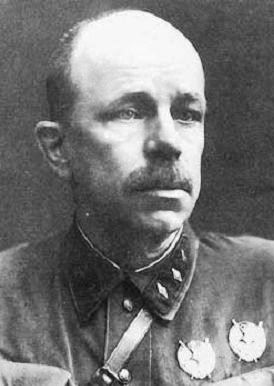
Porträt

## Leben
Rahja schloss sich 1903 der Sozialdemokratischen Arbeiterpartei Russlands (SDAPR) an. Während der Revolution 1905–1907 arbeitete er als Schlosser für die Finnischen Eisenbahnen und beförderte Waffen und illegale Literatur. Zwischen 1911 und 1917 war er für die SDAPR in Petrograd tätig.
Nach dem Juliaufstand 1917 war er mit anderen für den Schutz Lenins zuständig und sorgte für die Sicherheit der konspirativen Reise Lenins von Rasliw nach Finnland und zurück nach Petrograd. Rahja diente dabei als Verbindungsmann zwischen dem ZK der SDAPR (Bolschewiki) und Lenin.
Während des Finnischen Bürgerkriegs 1918 war er Befehlshaber einer Abteilung der Roten Garden. Nach dem Scheitern der Revolution in Finnland ging Rahja nach Sowjetrussland. Rahja war Gründungsmitglied der Kommunistischen Partei Finnlands im August 1918 in Moskau und wurde kurze Zeit später ins ZK kooptiert. Er nahm als Delegierter für die KP Finnlands am I. (März 1919), II. (Juli/August 1920) und III. Weltkongress (Juni/Juli 1921) der Komintern teil.
Zwischen 1919 und 1931 war er militärpolitisch in der Roten Armee aktiv. Während des Russischen Bürgerkrieges war er Kommissar verschiedener Divisionen. Im Spätherbst 1919 war er an der Verteidigung Petrograds gegen die konterrevolutionären Truppen des General Judenitsch beteiligt.
Rahja wurde zweimal mit dem Rotbannerorden ausgezeichnet.